# 奥斯特勒旺地区马尔凯特
奥斯特勒旺地区马尔凯特（法語：Marquette-en-Ostrevant）是法国上法兰西大区北部省的一个市镇，位于该省中东部偏南，属于瓦朗谢讷区。该市镇的总面积为7.47平方公里，2009年时的人口为1,873人。

## 人口
奥斯特勒旺地区马尔凯特人口变化图示
| 数据来源：INSEE |